# سمان أسمر الوجه
السمان ذو الوجه الأسمر ( Rhynchortyx cinctus ) هو نوع من الطيور ينتمي إلى فصيلة السمانيات. يوجد في كولومبيا وكوستاريكا والإكوادوروهندوراس ونيكاراغوا وبنما.

## وصفه
يبلغ طول السمان ذو الوجه الأسمر من 17 إلي 20 سم . وزن الذكر 165 غ (5.8 أونصة). يتميز الذكر البالغ بوجه محمر مع خط أسود يمر عبر العين. لون رأسه ورقبته الخلفية بني غامق. أما الظهر فيتراوح لونه بين الرمادي والبني مع خطوط سوداء. لون حلقه وصدره العلوي رمادي بينما لون باقي الجوانب السفلية بني فاتح مائل للصفرة مع بعض البياض بين الساقين. تتميز الأنثى البالغة بنمط مماثل ولكنها عمومًا مائلة إلي اللون البني.

## موطنه
يسكن هذا النوع الغابات الاستوائية المنخفضة حتى مساحة تصل إلى حوالي 1,450 م (4,760 قدم) من الارتفاع. وهو يعيش في الأساس على الأرض، ولكنه يستقر في الأشجار والشجيرات القريبة من الأرض.

## سلوكه

##### التغذية
يتغذى السمان ذو الوجه الأسمر علي البذور. وقد سُجِّل أن نظامه الغذائي يشمل البذور والديدان والحشرات.

##### التكاثر
يشمل موسم تكاثر السمان أسمر الوجه شهري مارس وأبريل في بنما، ولكن لم يُوثّق في أي مكان آخر. لم تُنشر سوى معلومات قليلة أخرى عن ظواهر تكاثره.

## حالته
صنف الاتحاد الدولي لحفظ الطبيعة السمان ذو الوجه الأسمر على أنه مهدد بالانقراض. وهو نادرٌ نسبيًا في معظم مواطنه، ومن التهديدات الرئيسية المحتملة إزالة الغابات والصيد.